# 领报修院
31°13′50″N 103°54′50″E / 31.23056°N 103.91389°E
领报修院（拉丁語：Seminarium Annuntiationis），通常被称为白鹿上书院、上书院，位于中国四川省成都市彭州市白鹿镇书院村，是一处法式天主教教堂建筑，始建于1895年，原為神學院。2004年增補為第六批四川省文物保護單位。2006年5月25日列為第六批全國重點文物保護單位。

## 历史
1893年，法国传教士杜杭前往四川任川西北代牧区主教，并于1895年开始兴建领报修院，领报修院于1908年竣工，总共历时13年，整个工程动用民工近千人。竣工后，领报修院主要用以培养天主教传教士，1933年改为神哲学院，成为当时中国西南地区培养天主教神职人员的重要场所。1934年，领报修院遭泥石流袭击而损毁，之后由于没有得到修复，领报修院停止使用并废弃至今。
领报修院在2008年5月12日的汶川大地震中损毁严重，大部分坍塌。现已按原样修复完毕。

## 圖集
- 1908年，建造了13年的白鹿领报修院即将竣工
- 領報修院攝於2024年